# 120 (число)
Вижте пояснителната страница за други значения на 120.
120 (сто и двадесет) е естествено, цяло число, следващо 119 и предхождащо 121.
Сто и двадесет с арабски цифри се записва „120“, а с римски цифри – „CXX“. Числото 120 е съставено от три цифри от позиционните бройни системи – 1 (едно), 2 (два), (нула).

## Общи сведения
- 120 е четно число.
- 120 е атомният номер на елемента унбинилий.
- 120-ият ден от годината е 30 април.
- 120 е година от Новата ера.
- 120 месеца са 10 години.